# Maximum Transmission Unit
Maximum Transmission Unit (MTU) – rozmiar największego datagramu (w bajtach), który można przekazać przez warstwę protokołu komunikacyjnego.
Dla protokołu IP MTU ścieżki definiuje się jako najmniejsze z MTU dla wszystkich urządzeń biorących udział w transmisji. RFC 1191 ↓ opisuje technikę Path MTU discovery, która umożliwia określanie MTU dla ścieżki między dwoma hostami IP w celu uniknięcia fragmentacji.